# Pinarejo
Pinarejo è un comune spagnolo di 238 abitanti situato nella comunità autonoma di Castiglia-La Mancia.